# Motocross Go!
Motocross Go! (モトクロスゴー!?, Motokurosu Gō!) è un videogioco di motocross per arcade edito dalla Namco nel 1997, il cui funziona sulla scheda madre Namco System 23.

## Modalità di gioco
Motocross Go! monta una pedana che riproduce una moto da cross. La visuale di gioco è in terza persona che mostra la moto e il pilota visti da dietro e la strada in una posizione centrale sullo schermo. L'utente usa le manopole del manubrio per accelerare o frenare e per sterzare il suo avatar sullo schermo ruotandolo a destra e a sinistra. La pedana è dotata di un meccanismo che consente all'utente di tirare il manubrio verso di sé per far arretrare la moto e l'avatar sullo schermo, e quindi superare i trampolini. La moto deve essere irrigidita per tutta la lunghezza del salto, altrimenti, all'atterraggio, il pilota perde furtivamente il controllo del suo veicolo e la moto perde velocità.
All'inizio della partita viene chiesto di scegliere il livello di difficoltà tra Intermediate, Novice e Advanced, e successivamente uno dei due modelli di moto della Yamaha tra YZ250 e YZ400F. Il giocatore guida la moto e segue le curve e le svolte della pista che si snoda a destra o a sinistra, o che semplicemente procede in linea retta. Nella pista sono presenti anche salite e discese. Il titolo offre una gara unica composta da un certo numero di checkpoint: il giocatore deve quindi completare ogni parte della gara fino ad arrivare al traguardo entro un tempo dato, altrimenti la sessione si ferma. Una caduta penalizza il giocatore in termini di tempo, poiché sono necessari alcuni secondi per tornare in sella. Se c'è tempo rimanente quando il giocatore passa un checkpoint, i secondi vengono aggiunti al tempo della sezione successiva.

## Accoglienza
In Giappone, la rivista Game Machine elencò Motocross Go! nel numero del 1º febbraio 1998 come la nona unità arcade di maggior successo del mese.